# Ізеркіно
Ізе́ркіно (рос. Изеркино, марій. Ардыдӱр) — присілок у складі Кілемарського району Марій Ел, Росія. Входить до складу Ардинського сільського поселення.

## Населення
Населення — 81 особа (2010; 75 у 2002).
Національний склад (станом на 2002 рік):
- марі — 90 %